# Велики канонски ансамбл
Велики канонски ансамбл у статистичкој физици је статистички ансамбл који се користи како би се репрезентовала могућа стања механичког система честица које су у термодинамичкој равнотежи (термалној и хемијској) са резервоаром.
Специјални физички проблеми у којима се примењује велики канонски ансамбл: фазни прелази код којих је нарушена гејдж симетрија, термодинамичке особине квантног идеалног гаса као што је Бозе-Ајнштајнов гас или Ферми-Дираков гас.